# Пала (Тюрі)
Па́ла (ест. Pala küla) — село в Естонії, у волості Тюрі повіту Ярвамаа.

## Населення
Чисельність населення на 31 грудня 2011 року становила 85 осіб.